# 日立電子サービス

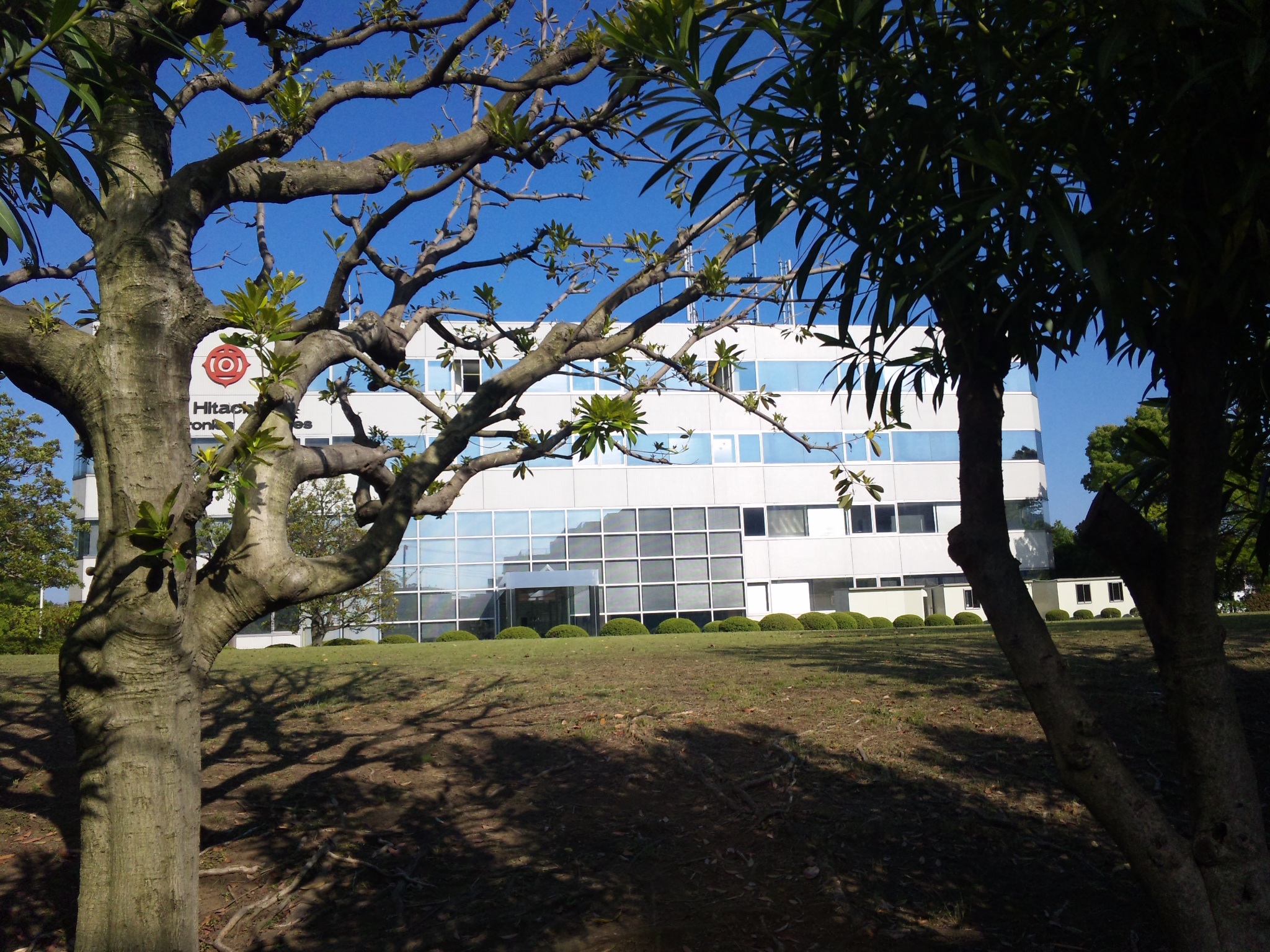
日立電子サービス横浜支社（旧本社）
横浜市戸塚区品濃町

日立電子サービス株式会社（ひたちでんしサービス）は、かつて存在した東京都港区に本社を置く日立グループの一社で、日立グループのコンピュータなどの保守を行っていた企業である。

## 概要
- 社長は歴代日立製作所の神奈川工場出身者が就任している。
- 社風は保守の伝統から、日立グループの中でも保守的である。
- 全国310カ所のサービス拠点と約8200人の従業員を抱える。
- 直接・間接を含めて日立グループとの取引の割合が非常に高く,日立グループと全く関連しない売り上げは数%程度である。
- 本部長以上の半分以上は日立製作所からの転属者で占められている。

## 歴史
- 1962年 - 日立製作所の通信機の保守を行うために100%出資子会社として設立される。その後通信機よりコンピュータへ軸足を移し順調に業容拡大
- 1983年 - 神奈川県横浜市戸塚区品濃町に本社を移転。
- 1984年 - 営業・ソフト部門を日立エイチ・ビー・エムに分離される。
- 1988年
  - 従業員が富士銀行キャッシュカードを偽造し360万円を顧客口座から引き出す事件が起きる。
  - 日立製品のマニュアル作成部門を分離する形で日立テクニカルコミュニケーションズ（日立TC）を設立。
- 2002年 - 日立ソリューションサポートセンタを三田MTビルに集約
- 2005年10月 - 日立OPSSと合併。日立製作所情報通信グループが取り扱うほとんどのハードウェア・ソフトウェアの統合サポートサービスを担当することになる。
- 2006年4月1日 - 子会社と合併・再編。執行役員制度を導入。
- 2006年12月18日 - 本社機能を東京都港区三田3-13-12（三田MTビル）へ移転
- 2009年10月1日 - SMB市場の強化を目的として日立エイチ・ビー・エムを吸収合併。
- 2011年
  - 3月28日 - 情報・通信システム事業の強化のため、2011年10月1日付で日立情報システムズとの合併を発表
  - 10月1日 - 日立情報システムズと対等合併し、日立システムズに商号変更。

## 過去に存在していた系列会社
- 日誠日立電子サービス（略称：日誠電サ）
- 東日日立電子サービス（略称：東日電サ）
- 中部日立電子サービス（略称：中部電サ）
- 関西日立電子サービス（略称：関西電サ）
- 茨城電子サービス（略称：茨城電サ）
- 東北電子サービス（略称：東北電サ）
- 中国電子サービス（略称：中国電サ）
- でんさテクノ東京（略称：テクノ東京）
- でんさテクノ中部（略称：テクノ中部）
- でんさテクノ関西（略称：テクノ関西）
- でんさテクノ（略称：DTTS）- 2005年4月にでんさテクノ東京・でんさテクノ中部・でんさテクノ関西が合併、2011年10月に日立システムズ・テクノサービスに社名変更。
- 日立エイチ・ビー・エム（略称：HBM）

## 合併・再編
再編の目的は、関連会社を用途別に分割・吸収することにあり、日誠日立電子サービスをはじめ、東北・茨城・中部・関西・中国の各地域子会社は吸収合併・消滅した。
現在の系列会社は以下の通り（以下は100%出資会社）。
- 日立フィールドアンドファシリティサービス株式会社（略称：日立FS）
- クリエイティブソリューション株式会社（略称：CSC）
- 日立システムズ・テクノサービス株式会社（旧・株式会社でんさテクノ[略称：電サテクノ] 2005年4月にでんさテクノ東京・でんさテクノ中部・でんさテクノ関西が合併、2011年10月に現在の社名に変更）

(以下は日立製作所との共同出資の子会社)
- 株式会社日立テクニカルコミュニケーションズ（略称：日立TC）
- 北海道日立電子サービス
- 九州日立電子サービス
- 日立四国ソリューションズ

なお、持分法適用会社（日立製作所と共同出資）としては、日立情報通信エンジニアリングがある。